# Enzo Boschi
Enzo Boschi (27. Februar 1942 in Arezzo – 21. Dezember 2018 in Bologna) war ein italienischer Geophysiker. Er war Gründungspräsident des Istituto Nazionale di Geofisica e Vulcanologia.

## Leben
Boschi studierte Physik an der Universität Bologna, in Cambridge, am CNRS, am California Institute of Technology und in Harvard. 1975 wurde Boschi in Bologna ordentlicher Professor für Seismologie.
1982 wurde er Mitglied der Accademia Nazionale dei Lincei und 1992 der Academia Europaea, außerdem 1991 Fellow der American Geophysical Union und 2002 der American Association for the Advancement of Science. 1981 erhielt Boschi den Antonio-Feltrinelli-Preis. Zudem war er Träger des Verdienstordens der Italienischen Republik (1991 Großoffizier, 2006 Großkreuz).
Nach den Erdbeben in Italien 2009 sagte Boschi, sein Institut habe eine Risikokarte zur Bebengefahr erarbeitet; die Verantwortlichen hätten jedoch nicht gehandelt. Ein Gericht verurteilte ihn und andere Mitglieder einer Expertenkommission 2012 wegen fahrlässiger Tötung zu sechs Jahren Haft. Er musste die Haftstrafe jedoch nicht antreten und wurde 2015 wie auch die anderen Wissenschaftler letztinstanzlich freigesprochen.
Nach den Erdbeben in Mittelitalien 2016 erklärte Boschi: „In Italien wird nur nach Erdbeben verantwortungsvoll gebaut.“